# 헐라스 벤체
헐라스 벤체(헝가리어: Halász Bence, 1997년 8월 4일~)는 헝가리의 육상 선수로 주 종목은 해머던지기이다. 2024년 하계 올림픽에서 남자 해머던지기 종목 은메달을 획득했으며 세계 선수권 대회에서 동메달 2개를 획득했다.